# Gens Vipsania
La gens Vipsania fue un conjunto de familias de la Antigua Roma que compartían el nomen Vipsanio. Alcanzó cierta importancia a comienzos del Principado por la figura del máximo colaborador de Augusto, Marco Vipsanio Agripa, quien no obstante prefería eliminarlo de su nomenclatura por los humildes orígenes de su familia.
La aparición de la gens en los registros es muy escasa. Posibles miembros fueron Lucio Cominio Vipsanio Salutaris, procurador de la Bética en tiempos de Septimio Severo cuyo nombre se ha encontrado en una inscripción de Ilipa, y Marco Vipsanio Clemente, redemptor marmorarius de Leptis Magna.